# Кајак и кану на Летњим олимпијским играма 1948 — Ц-2 10.000 метара за мушкарце
Такмичење у кануу двоклеку (Ц-2) 10.000 м  на Летњим олимпијским играма 1948. одржано је 11. августа, на стази Хенли краљевске регате. 
На такмичењу је учествовало 6 посада из 6 земаља. Веслали су само финалну трку. 

## Освајачи медаља
|                                    |                                           |                                        |
| Стивен Лајсак Стивен Макновски САД | Вацлав Хавел · Јиржи Пецка · Чехословачка | Жорж Дрансар · Жорж Гандил · Француска |

## Резултати

### Финале
| Пласман | Атлетичар                        | Земља        | Резултат |
| ------- | -------------------------------- | ------------ | -------- |
|         | Стивен Лајсак Стивен Макновски   | САД          | 55:55,4  |
|         | Вацлав Хавел Јиржи Пецка         | Чехословачка | 57:38,5  |
|         | Жорж Дрансар Жорж Гандил         | Француска    | 58:00,6  |
| 4.      | Bert Oldershaw William Stevenson | Канада       | 58:00,8  |
| 5.      | Карл Молнар Виктор Залмхофер     | Аустрија     | 59:48,4  |
| 6.      | Гунар Јохансон Вернер Ветерстен  | Шведска      | 58:59,3  |

## Биланс медаља у трци Ц-2 10.000 м после 2 такмичења на ЛОИ (1936—1948)
| Мушкарци Ц-2 1.000 м |              |   |   |   |   |
| #                    | Земља        |   |   |   |   |
| 1.                   | Чехословачка | 1 | 1 | 0 | 2 |
| 2.                   | САД          | 1 | 0 | 0 | 1 |
| 3.                   | Канада       | 0 | 1 | 0 | 1 |
| 4.                   | Аустрија     | 0 | 0 | 1 | 1 |
| 4.                   | Француска    | 0 | 0 | 1 | 1 |
|                      | Укупно (5)   | 2 | 2 | 2 | 6 |

| Мушкарци Ц-2 10.000 м |          |       |  |  |  |  |
| #                     | Кануиста | Земља |  |  |  |  |
| Нико нема две медаље  |          |       |  |  |  |  |